# 光緒新政
光緒新政（こうしょしんせい）とは、清末の1901年（光緒27年）以降、西太后の主導により清朝が推進した政治改革。清末新政とも称する。

## 概要
朝廷は各地の総督・巡撫に宛て改革案を募集する詔を発し、これに応じた湖広総督張之洞・両江総督劉坤一が「江楚会奏三折」を上奏、いくつかの案件も朝廷に提出された。具体的には、「立憲君主制への移行」、「科挙の廃止をふくむ教育改革」、「新軍の建設」、「商業の奨励」などであり、政府高官から奏上された立案はおおむね戊戌の変法で指向された項目と一致していた。先にクーデターに因り戊戌の変法を潰した（戊戌の政変）西太后が似た方向性の改革を自ら推進しようとした背景には、義和団の乱の結果清朝の半植民地化が進み、民衆から清朝への批判が高まった事が挙げられる。しかし、西太后は以前から懸案だった科挙廃止と実務官吏や技術者を育成する学校教育、以前から進んでいた近代軍隊である新軍の増強、以前から問題視されていた職務の重複に因り非効率な官制の変革などには着手したものの、肝心の立憲君主制と議院内閣制は実施せず新内閣に至っては過半数を皇族から任命する時代錯誤な結末となった。
結局その準備過程と結果的な失敗により、中国における近代化の出発点である辛亥革命の下地となった。
「光緒新政」という名称は光緒年間に実施されたことによるが、光緒帝自身はすでに政治的地位を喪失していた。「光緒帝による新政」である戊戌の変法と混同される可能性があることから、中国でも台湾でも返還前の香港でも光緒新政とは呼ばれず日本独自の呼称である。